# 卡拉夫根湖
39°31′12″S 72°08′50″W / 39.52000°S 72.14722°W

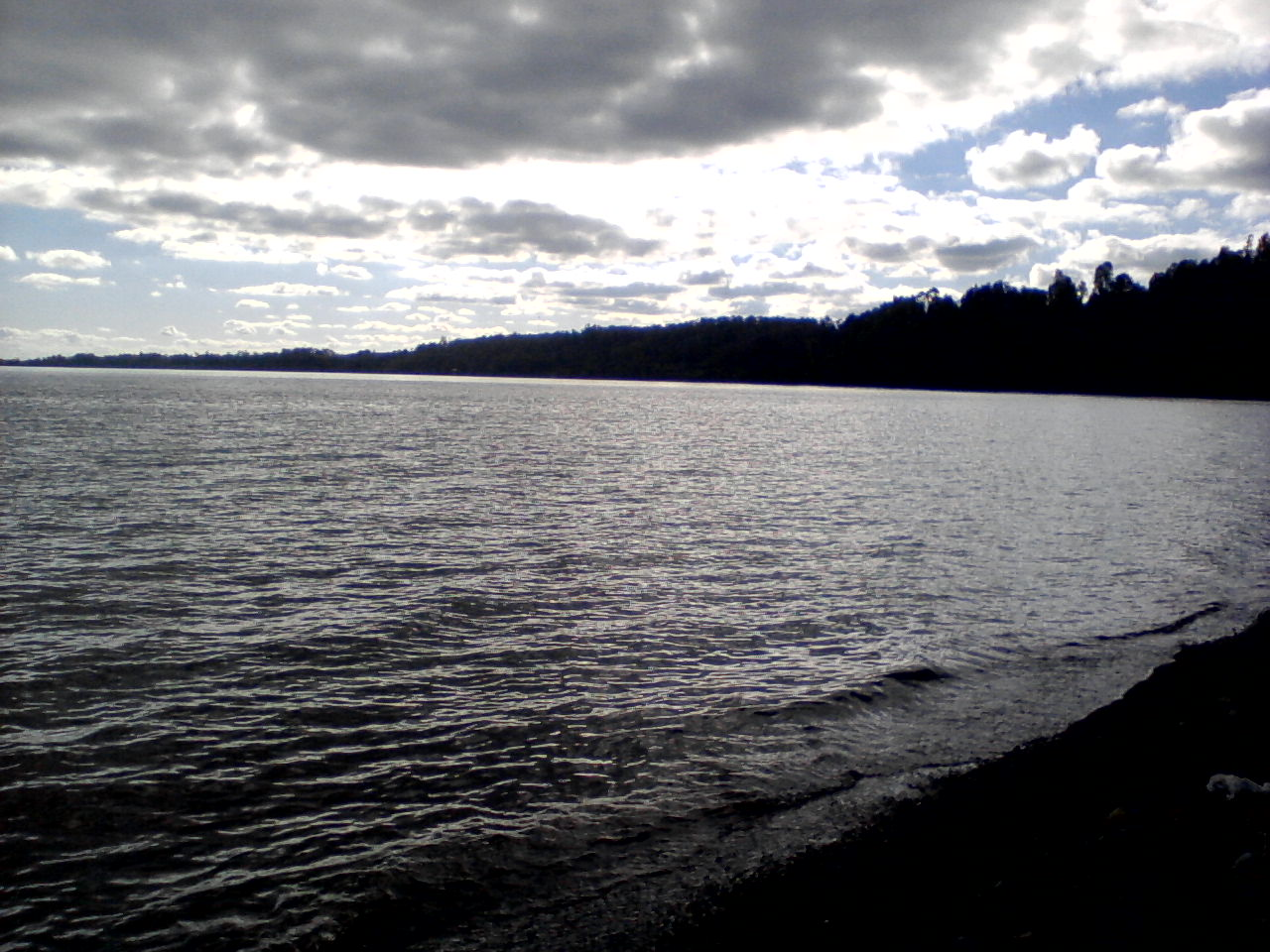

卡拉夫根湖是智利的湖泊，位於該國南部阿勞卡尼亞大區和河大區交界處，長25公里、寬7.7公里，面積120平方公里，海拔高度209米，最大水深212米。

## 外部連結
- （西班牙文） Lago Calafquén